# Ad. S. Jensenland
Het Ad. S. Jensenland is een schiereiland in Nationaal park Noordoost-Groenland in het oosten van Groenland.
Het schiereiland is vernoemd naar zoöloog Adolf Severin Jensen.

## Geografie
Het gebied wordt in het noordoosten begrensd door de Dove Bugt, in het oosten door de Store Bælt, in het zuiden door het Besselfjord en in het noordwesten door de Inderbredningen. Ten noorden van het Ad. S. Jensenland liggen in de Dove Bugt vele kleine eilanden.
Aan de overzijde van het water ligt in het noordwesten het Rechnitzerland, in het noorden aan de overzijde van de Dove Bugt het Daniel Bruunland en het Germanialand, in het oosten Store Koldewey en in het zuiden Koningin Margrethe II-land.
In het westen van het schiereiland ligt de Soranergletsjer die in het noorden uitmondt in de Dove Bugt. Daarachter ligt de L. Bistrupgletsjer.